# Còpida
A l'antiga Grècia, la còpida (en grec antic: κοπίς, kopís) era una espasa d'un sol tall, amb una fulla robusta i corbada cap endins semblant a una maquera, preparada per literalment seccionar l'enemic atacant amb potents estocades.
El terme és un substantiu femení singular derivat del verb κόπτω (kóptō) 'tallar'. La diferència del significat entre la còpida i la maquera no és completament clara en els textos antics,> però els especialistes moderns tendeixen a utilitzar ambdós termes per referir-se a les armes de tall corbades. L'única diferència real seria només la direcció de la curvatura de la fulla.
Tot i que kopis és un mot grec, els grecs no solien fer servir armes de fulla corbada en la guerra, ans preferien les fulles rectes com la del xifos, amb moltes més possibilitats. Xenofont, malgrat tot, recomanava l'ús de la maquera, també corbada, per la cavalleria.
Tot i que l'espasa normal dels hoplites continuà sent utilitzada, la més popular en època macedònica fou efectivament la còpida. Aquesta espasa s'introduí a Grècia a finals del segle vi aC i, malgrat que apareix a Itàlia ja al segle viii aC, gradualment anà reemplaçant l'espasa hoplita. A la península Ibèrica també se n'han trobat exemplars.
Tot i que l'espasa normal dels hoplites continuà sent utilitzada, la més popular en època macedònica fou la còpida. Aquesta espasa s'introduí a Grècia a finals del segle vi aC i, malgrat que apareixia a Itàlia ja al segle viii aC, gradualment anà reemplaçant l'espasa hoplita.
És sovint comparada amb el kukri nepalès i amb la falcata ibèrica, i pot ser-ne el predecessor. Hi ha estudiosos que la consideren un desenvolupament del khopesh (en) egipci i canaaneu.
En l'art grec, els soldats perses apareixen empunyant una còpida o una destral més que no pas l'acínaces persa, de fulla recta.